# Петар Петров (футболіст)
Петар Атанасов Петров (болг. Петър Атанасов Петров, нар. 20 лютого 1961, Вировсько) — болгарський футболіст, що грав на позиції захисника. Відомий за виступами в клубі «Левскі», у складі якого став триразовим чемпіоном Болгарії та володарем Кубка Болгарії, а також у португальському клубі «Бейра-Мар» та національній збірній Болгарії.

## Клубна кар'єра
Петар Петров народився у 1961 році. У дорослому футболі дебютував 1980 року у складі клубу «Левскі» з Софії. У столичній команді грав до 1989 року, взявши участь у 205 матчах чемпіонату. Більшість часу, проведеного у складі «Левскі», був основним гравцем захисту команди, та став у складі «Левскі» триразовим чемпіоном Болгарії та володарем Кубка Болгарії.
У 1989 році Петар Петров отримав дозвіл на виступи за кордоном, і в цьому році став гравцем португальського клубу «Бейра-Мар». У складі клубу з Авейру грав протягом 4 років, та провів у його складі 100 матчів у чемпіонаті країни.
У 1993 році Петар Петров повернувся на батьківщину, де став гравцем клубу «Бероє». У складі команди виступав протягом одного сезону, й у 1994 році завершив виступи на футбольних полях.

## Виступи за збірну
1981 року дебютував в офіційних матчах у складі національної збірної Болгарії. У складі збірної був учасником чемпіонату світу 1986 року у Мексиці. У складі збірної грав до 1987 року, провів у її формі 41 матч, у яких забитими м'ячами не відзначився.

## Титули і досягнення
- Чемпіон Болгарії (3):

«Левскі»: 1983–1984, 1984–1985, 1987–1988
- Володар Кубка Болгарії (1):

«Левскі»: 1984